# Велика награда Италије 1994.
Велика награда Италије 1994. године је била трка у светском шампионату Формуле 1 1994. године која се одржала на аутомобилској стази „Национале“ у Монци, 11. септембраа 1994. године.
Победник је био Дејмон Хил, другопласирани Герхард Бергер, док је трку као трећепласирани завршио Мика Хакинен.